# Edward S. Aarons
Edward Sidney Aarons, Pseudonyme Paul Ayres und Edward Ronns (* 1916 in Philadelphia, Pennsylvania; † 16. Juni 1975 in New Milford, Connecticut) war ein US-amerikanischer Schriftsteller.

## Leben
Aarons studierte Literaturwissenschaft und Geschichte an der Columbia University. Im Anschluss daran versuchte er sich in verschiedenen Berufen, darunter als Journalist. 1933 wurde eine seiner Erzählungen prämiert.
Nach dem Angriff auf Pearl Harbor am 7. Dezember 1941 trat Aarons in die Armee ein und war bis zum Kriegsende Mitglied der United States Coast Guard. Im Sommer 1945 quittierte er seinen Dienst im Rang eines Chief Petty Officers.
Neben seinem eigenen Namen verwendete Aarons auch die Pseudonyme Paul Ayres und Edward Ronns. Bekannt wurde er für seine Spionageroman-Reihe („Assignment“) mit dem Protagonisten Sam Durell.

## Werke (Auswahl)
unter dem Namen Edward S. Aarons
- Verrat in Washington. Spionageroman („Assignment to Disaster“). Bastei-Lübbe, Bergisch Gladbach 1973, ISBN 3-404-00083-8.
- Unternehmen Selbstmord. Spionageroman („Assignment Suicide“). Bastei-Lübbe, Bergisch Gladbach 1973, ISBN 3-404-09941-9.
- Slago, der Unheimliche. Spionageroman („Assignment Angelina“). Bastei-Lübbe, Bergisch Gladbach 1973, ISBN 3-404-00133-8.
- Die Hexe von Bangkok. Spionageroman („Assignment Helene“). Bastei-Lübbe, Bergisch Gladbach 1974, ISBN 3-404-09973-7 (früherer Titel Katib, der Mörder).
- Scheiche, Öl und heißes Blei. Spionageroman („Assignment Zoraya“). Bastei-Lübbe, Bergisch Gladbach 1974, ISBN 3-404-04983-7.
- Unternehmen Mara Tirana. Ein Agenten-Thriller („Assignment Mara Tirana“). Bastei-Lübbe, Bergisch Gladbach 1966.
- Operation Cassandra. Spionageroman („Assignment Lowlands“). Bastei-Lübbe, Bergisch Gladbach 1973, ISBN 3-404-09909-5.
- Ein Grab im Schwarzen Meer. Spionageroman („Assignment Ankara“). Bastei-Lübbe, Bergisch Gladbach 1974, ISBN 3-404-04913-6.
- Unternehmen Südsee. Ein Agenten-Thriller („Assignment Sulu Sea“). Heyne, München 1967.
- Duell der Dunkelmänner. Spionageroman („Assignment School for spies“). Bastei-Lübbe, Bergisch Gladbach 1974, ISBN 3-404-09954-0.
- Die Bruderschaft des Todes. Spionageroman („Assignment Palermo“). Bastei-Lübbe, Bergisch Gladbach 1974, ISBN 3-404-04924-1.
- Geheimauftrag Atommädchen. Spionageroman („Assignment Moon Girl“). Bastei-Lübbe, Bergisch Gladbach 1972, ISBN 3-404-00019-8.
- Geheimauftrag Peking. Spionageroman („Assignment Peking“). Bastei-Lübbe, Bergisch Gladbach 1972, ISBN 3-404-00041-2.
- Höllenjob für Sam Durell. Spionageroman („Assignment White Rajah“). Bastei-Lübbe, Bergisch Gladbach 1973, ISBN 3-404-00092-7.
- Durell und die Millionen-Witwe. Spionageroman („Assignment Star Stealers“). Bastei-Lübbe, Bergisch Gladbach 1974, ISBN 3-404-04948-9.
- Geheimauftrag Tokio. Agententhriller („Assignment Tokyo“). Bastei-Lübbe, Bergisch Gladbach 1972, ISBN 3-404-00003-X.
- Der silberne Skorpion. Spionageroman („Assignment Silver Scorpion“). Bastei-Lübbe, Bergisch Gladbach 1974, ISBN 3-404-04938-1.
- Der Irre von Ceylon. Spionageroman („Assignment Ceylon“). Bastei-Lübbe, Bergisch Gladbach 1974, ISBN 3-404-04938-1.

unter dem Namen Paul Ayres
- Dead Heat. A mystery novel. New York 1948.

unter dem Namen Edward Ronns
- The big bedroom. 1959.
- The black orchid. 1959.
- But not for me. 1959.
- Catspaw Ordeal. 1950.
- The Corpse hangs high. 1939.
- Dark destiny. 1953.
- Dark memory. 1950.
- Death in a Lighthouse. 1938.
- Death is my shadow. 1957.
- The Decoy. 1951.
- Don't cry, Beloved. 1952.
- Gang rumble. 1958.
- The glass cage. 1962.
- I can't stopp running. 1951.
- The lady takes a flyer. 1958.
- Million Dollar Murder. 1950.
- Murder Money. 1938.
- The net. 1953.
- Passage to Terror. 1952.
- Pickup Alley. 1957.
- Say it with Murder. 1954.
- State Department Murders. 1950.